# Jānis Grīnbergs (Beachvolleyballspieler)
Jānis Grīnbergs (* 18. März 1971 in Riga; im deutschen Sprachraum auch Janis Grinbergs) ist ein ehemaliger lettischer Volleyball- und Beachvolleyballspieler.

## Karriere
Grīnbergs spielte 1997 und 1998 seine ersten Open-Turniere mit Jurijs Vlasovs. 1999 bildete er ein neues Duo mit Andris Krūmiņš. Bei der ersten EM-Teilnahme kamen Grīnbergs/Krūmiņš2000 in Getxo in die dritte Runde gegen die Norweger Kjemperud/Høidalen und schieden dann gegen die Russen Karassew/Saifulin aus. Ein Jahr später kämpften sie sich durch die Verliererrunde der EM in Jesolo fast bis ins Halbfinale, ehe sie von den Österreichern Doppler/Gartmayer gestoppt wurden. 2002 in Basel besiegten Doppler und Gartmayer das lettische Duo mit neuen Partnern jeweils in drei Sätzen.
Im gleichen Jahr trat Grīnbergs erstmals mit Austris Stals an. Bei der EM 2003 in Alanya setzten sich die Letten in ihrer Gruppe vor zwei deutschen Duos durch und kamen ins Viertelfinale, wo wieder Berger/Doppler zu stark waren. 2004 in Timmendorfer Strand schafften sie wieder den Gruppensieg und unterlagen im Achtelfinale den Schweden Berg/Dahl im Tiebreak. Bei der EM 2005 in Moskau unterlagen sie zwei spanischen Duos. 2008 spielen sie in Pärnu noch ein Challenger-Turnier.
Nach einer achtjährigen Pause war Grīnbergs von 2015 bis 2016 sporadisch wieder auf nationalen Turnieren aktiv.